# Paederia lanuginosa
Plante fromage
Espèce
Synonymes
- Hondbesseion lanuginosum

La Plante fromage, Liane fromage, Herbe à fromage ou Herbe à Camembert, (Paederia lanuginosa), est une espèce de plante vivace grimpante ou rampante tropicale de la famille des Rubiaceae. L'espèce est originaire d'Asie.

## Systématique
Le nom correct complet (avec auteur) de ce taxon est Paederia lanuginosa Wall..
Ce taxon porte en français le nom vernaculaire ou normalisé suivant : plante fromage.
Paederia lanuginosa a pour synonymes :
- Hondbesseion lanuginosum (Wall.) Kuntze
- Paederia macrocarpa Wall. ex G.Don

## Description

### Appareil végétatif
La tige volubile est vert pourpré et elle s'accroche par des vrilles terminales. Le dessus des feuilles cordiformes est vert-intense et le revers est pourpres, pubescentes avec des nervures vertes très marquées.

### Appareil reproducteur
Les fleurs sont en forme de clochettes blanches et de roses à violettes situées à l'aisselle des feuilles. Les fruits sont ronds contiennent deux graines noires chacun.

## Utilisations

### Utilisations alimentaires
La plante fromage est utilisée dans la cuisine traditionnelle asiatique au Vietnam comme légume ou comme condiment.

### Utilisations médicinales
La plante fromage a des propriétés thérapeutiques pour traiter les troubles digestifs, les douleurs articulaires et les infections respiratoires.

### Utilisations horticoles
La plante est utilisée comme plante grimpante ornementale ou comme couvre sol.